# Baddi
Baddi är en ort i Indien.   Den ligger i distriktet Solan och delstaten Himachal Pradesh, i den norra delen av landet, 260 km norr om huvudstaden New Delhi. Baddi ligger 426 meter över havet och antalet invånare är 22 592.
Terrängen runt Baddi är platt åt sydväst, men åt nordost är den kuperad. Runt Baddi är det ganska tätbefolkat, med 248 invånare per kvadratkilometer. Närmaste större samhälle är Kālka, 19,3 km sydost om Baddi. I omgivningarna runt Baddi växer i huvudsak blandskog.